# Рут, Эмиль
Эмиль Рут (нем. Emil Ruth, 1809—1869) — немецкий историк; был профессором итальянского языка и литературы в Хайдельберге.

## Труды
- «Geschichte der italienischen Poesie» (до Тассо; Лейпциг, 1844—1847),
- «Studien über Dante Alighieri» (ib., 1853),
- «Geschichte des italienischen Volkes unter der Napoleonischen Herrschaft» (ib., 1859),
- «Geschichte von Italien, 1815—1850» (Гейдельберг, 1867).